# Джон-Генрі Крюгер
Джон-Генрі Крюгер (англ. John-Henry Krueger) — американський, пізніше угорський ковзаняр, спеціаліст з бігу на короткій доріжці, олімпійський медаліст.
Срібну олімпійську медаль Крюгер виборов на Пхьончханській олімпіаді 2018 року на дистанції 1000 м.

## Олімпійські ігри
| Рік  | Місто                     | 500 метрів | 1000 метрів | 1500 метрів | Е | ЗЕ  |
| ---- | ------------------------- | ---------- | ----------- | ----------- | - | --- |
| 2018 | Пхьончхан, Південна Корея | 25         | 2           | 19          | 5 | Н/Д |
| 2022 | Пекін, Китай              |            |             |             |   | 3   |

## Виноски
1. 1 2 3  http://www.isu.html.infostradasports.com/cache/TheASP.asp@PageID%3D302037&SportID%3D302&Personid%3D833394&TaalCode%3D2&StyleID%3D0&Cache%3D2.html?354534
2. ↑  Men's 1000 metres results. Архів оригіналу за 16 грудня 2019. Процитовано 30 квітня 2018.